# Donkey Kong
Донки Конг је аркадна платформа коју је Нинтендо издао 1981. године. Њен начин игре управља Мариом преко платформи како би се попео на градилиште и спасио Паулину од дивовске гориле по имену Донки Конг, све то избјегавајући или прескачући препреке. То је прва игра у франшизама Донки Конг и Марио. 
Донки Конг је производ све очајнијих напора Нинтенда да развије хит за конкурента Пакмена (1980) и пробије се на тржиште Северне Америке. Хироши Јамаучи, тадашњи председник Нинтенда, доделио је пројекат првом дизајнеру видео игара Шигеру Мијамотоу. Полазећи од широког спектра инспирација, укључујући Попаја, Лепотицу и звер и Кинг Конг, Мијамото је развио сценарио и осмислио игру заједно са главним инжењером Гунпејем Јокоијем. Отворили су нове темеље користећи графику као средство карактеризације, укључујући сцене за унапређење заплета игре и интегрисање више фаза у игру. 
Иако је америчко особље Нинтенда у почетку било забринуто, Донки Конг је комерцијално и критички успео у Јапану и Северној Америци, где је постао најпрофитабилнија аркадна игра 1981. односно 1982. године. Нинтендо је лиценцирао игру Колеку, програмеру аркадних конверзија за неколико кућних конзола, продавши шест милиона кертриџа. Друге компаније су клонирале игру и потпуно избегле ауторске накнаде. Мијамотови ликови су масовно пласирани у мноштво производа, укључујући житарице за доручак, играчке и телевизијске цртане филмове. Универзал Сити Студиос поднео је тужбу наводећи да је Донки Конг прекршио његов заштитни знак Кинг Конг, што је на крају пропало. 
Феноменалан успех Донки Конга позиционирао је компанију за доминацију на тржишту од 1981. до краја 1990 -их. Игру дебитује Марио, који је постао маскота Нинтенда и један од најпрепознатљивијих ликова на свету. Донки Конг је пионир жанра платформи, једне од најважнијих игара из златног доба аркадних видео игара и једне од најпопуларнијих аркадних игара свих времена.

## Играње
Након Space Panic-а из 1980 -их, Донки Конг је један од најранијих примера жанра платформе  чак и пре него што је термин скован; америчка штампа за игре користила је игру пењања за игре са платформама и мердевинама.  Као прва платформа која приказује скакање, Донки Конг захтева од играча да прескаче између рупа и преко препрека или да се приближава непријатељима, постављајући шаблон за будућност жанра.  Са своје четири јединствене фазе, Донки Конг је најкомплекснија аркадна игра тог времена и једна од првих аркадних игара са више фаза, након игара као што су Пхоеник из 1980. и Горф анд Сцрамбле из 1981.  
Поред циља да спасе Паулину, играч има и резултат. Бодови се додељују за: прескакање препрека; уништавање објеката укључивањем чекића; прикупљање предмета као што су шешири, сунцобрани и торбице (вероватно припадају Паулине); уклањање заковица са платформи; и завршавајући сваку фазу према стално опадајућем бројачу бонуса. Играч почиње са три живота са бонус животом додељеним на 7.000 поена, подесивим преко ДИП прекидача. Живот је изгубљен када Марио додирне Донки Конг или било који непријатељски предмет, падне предалеко или дозволи да бројач бонуса достигне нулу. Игра се завршава када се изгубе сви животи. 
Свака од четири етапе са једним екраном представља 25 метара структуре на коју се Донки Конг попео: 25, 50, 75 и 100 метара. Прва фаза укључује Марио који скалира са градилишта од искривљених носача и љестава док прескаче или удара у буре и бачве за нафту које је Донки Конг бацио. Друга фаза укључује пењање на петоспратну конструкцију транспортних трака, од којих свака транспортује цементне посуде. Трећа фаза укључује играча који се вози лифтом док избегава одскакање опруга. Завршна фаза захтева од Мариа да уклони осам заковица са платформи које подржавају Донки Конг; ово узрокује пад Донки Конга и поновно окупљање хероја са Паулином. Ове четири фазе се комбинују и формирају један ниво. 
Након сваког нивоа, фазе се понављају са повећаном потешкоћом. На пример, Донки Конг почиње брже да баца цеви, а понекад и дијагонално, а ватрене кугле убрзавају. Победничка музика се смењује између нивоа 1 и 2. Четврти ниво се састоји од 5 етапа са последњом етапом на 125 метара. 22. ниво је колоквијално познат као екран за убијање, због програмске грешке која убија Мариа након неколико секунди, чиме се игра ефикасно завршава.  Међутим, у јапанској верзији 1 играч може да заврши све етапе до 100 метара. 100 метара на нивоу 22 прави је екран за убијање ове верзије.

## Заплет
На последњем екрану сваког нивоа, Марио и Паулина се поново окупљају. Донки Конг се сматра најранијом видео игром са причом која се визуелно одвија на екрану. Истоимени лик Донки Конга је де фацто негативац игре. Јунак је столар првобитно неименован у јапанском аркадном издању, касније назван Џампмен, а затим Марио. Донкеи Конг киднапује Мариову девојку, првобитно познату као Лејди, а касније преименовану у Паулину. Играч мора преузети улогу Марија и спасити је. Ово је прва појава дјевојке у невољи која је дала образац за безброј видео игара које долазе .: 82 Игра користи графику и анимацију за карактеризацију. Донкеи Конг се насмијеши на Мариову смрт. Паулине има ружичасту хаљину и дугу косу, 19-20 и говорни балон који плаче "ПОМОЗИ!". Марио, приказан у црвеном комбинезону и црвеној капи, је свакодневни лик, тип уобичајен у Јапану. Графичка ограничења и ниска резолуција малих пиксела пиксела подстакли су његов дизајн. Бркови подразумијевају уста, 37 капа одбија анимацију косе, а комбинезони у боји разликују покрете руку. 238 Умјетничка дјела ормара и промотивни материјали чине ове дизајне ликова попут цртаних филмова још експлицитнијим. На пример, Паулине је приказана рашчупана попут Кинг Конг Фаи Враи -а у подераној хаљини и штиклама: 19–20 Као и Пац-Ман (1980), Донкеи Конг има сцене, али иновира напредујући комплетан заплет. Игра се отвара тако што се горила пење пар мердевина на врх градилишта, праћена варијацијом музичке теме из Драгнета. Спушта Паулине и лупа ногама, искривљујући челичне греде. Прелази на последњег гргеча и подсмева се. Зачује се мелодија и ниво почиње. Ова кратка анимација поставља сцену и додаје позадину игрању игре, прва за видео игре. У фази се појављује срце између Марија и Паулину, али Донкеи Конг је зграби и попне се више, узрокујући да се срце сломи. Прича се завршава када Марио стигне до краја фазе заковице. Он и Паулина се поново окупљају и игра кратки предах .: 40–42

## Ликови
| Слика | Име        | Први наступ | Информације |
| ----- | ---------- | ----------- | --- |
|       | Марио      | 25 m        | Као столар, Марио служи као главни јунак игре, посједујући способност прескакања препрека и руковања чекићем. Одређени материјали за аркадну верзију користе алтернативни назив Џампмен.                                                                         |
|       | Паулина    | 25 m        | Девојка у невољи, коју Донки Конг држи на крају сваког нивоа. МС-ДОС и Аппле ИИ портови били су први наслови који су јој променили име у Паулине, затим Колеко Адам, а затим и издање Вестерн НЕС-а. Пре тога, била је именована у лиценцираним медијима и роби. |
|       | Донки Конг | 25 m        | Главни антагонист, Донко Конг се појављује на сваком нивоу на крају сваке фазе, бацајући препреке на Мариа или чувајући Паулину. Касније је откривено да је овај Донки Конг млађи Кранки Конг.                                                                   |

## Галерија
- Мариев мурал, такође и изглед у видео игри ''Донки Конг''
- Донки Конгов спрајт